# هادي تشوبان
هادي تشوبان (ولد في 26 سبتمبر 1987-)، لاعب كمال أجسام إيراني محترف، حامل لقب مستر أولمبيا سنة 2022. يعرف بلقب الذئب الفارسي في أوساط رياضيي كمال الأجسام.

## النشأة
ولد هادي شوبان في مقاطعة سبيدان في محافظة فارس الواقعة في جنوب إيران لعائله فقيرة جدًا تعيش في منطقة قليلة الفرص الاقتصادية، مما دفعه إلى العمل في سن مبكرة، فبدأ في بيع البضائع إلى جانب العمل في البناء.
على الرغم من حاجته المستمرة للعمل، تمكن تشوبان من تطوير اهتمامه برياضة كمال الأجسام في عام 2000، وشق طريقه ليصبح لاعب كمال أجسام محترف في سن 13 عامًا. اكتسب هادي شوبان بعض الوزن والبدء في الظهور بمظهر لاعبي كمال الأجسام. كان أول مدرب له هو جمشيد أوجي في عام 2002. في ذلك الوقت سمح جمشيد لهادي برفع أوزان 5 كجم فقط بسبب صغر حجمه.
في غضون ثلاث سنوات من متابعة كمال الأجسام الاحترافي، حصل هادي شوبان على المركز الثالث في مسابقة وطنية. بالإضافة إلى ذلك فاز بالمركز الأول في المسابقات في مسقط رأسه في محافظة فارس. في عام 2005 فاز بأول لقب وطني له وبدأ في ترسيخ نفسه كلاعب جدير بالاهتمام.

## مسيرته الإحترافية
في عام 2008 توقف تشوبان عن التدريب مع جمشيد أوجي وقضى بضع سنوات بدون مدرب. وعلى الرغم من ذلك تمكن من الفوز بالمزيد من الألقاب الوطنية، إلى جانب الميدالية الفضية في بطولة WBPF العالمية لكمال الأجسام. ظل هادي بدون مدرب حتى عام 2013. في تلك الفترة بدأ التدريب مع علي نعمتي وبدأت مسيرته كلاعب كمال أجسام محترف.
في عام 2013، فاز هادي شوبان بالمركز الأول في بطولة آسيا لكمال الأجسام، ليبدأ مسيرة جيدة على المستوى الاحترافي. وعاد للمنافسة في بطولة WBPF العالمية لكمال الأجسام، وفاز بالميدالية الذهبية في 2013 و 2014 و 2015. على الرغم من النجاح كانت هذه المنافسة الوحيدة التي خاضها في تلك السنوات.
كان عام 2017 هو الفصل التالي من مسيرته الاحترافية، إذ توقف تشوبان عن التدريب مع نعماتي. في هذه المرحلة واستمرارًا للتألق بدأ يتدرب مع المشهور عالميًا هاني رامبود. وبدأت مسيرته الإحترافية تنمو بشكل أكبر. قدم أول عرض له تحت إشراف رامبود في بطولة مستر أولمبيا 2017 وتمكن من إحراز ميدالية ذهبية.
تنافس هادي شوبان ثلاث مرات أخرى في عام 2017، وحصل على ميداليات فضية في جميع الممافسات. الجدير بالذكر أنه خسر في سباق الجائزة الكبرى الآسيوي لعام 2017 أمام فليكس لويس بطل مستر أولمبيا عدة مرات. ومع ذلك اعتبر هذا القرار مثيرا للجدل من قبل العديد من الحاضرين، فقد كان تشوبان يتمتع بلياقة بدنية أكبر وأفضل من لويس بخلاف قرار لجنة التحكيم.
في عام 2018 منع الرئيس الأمريكي السابق الرئيس دونالد ترامب مواطني بعض الدول ومن ضمنهم إيران من دخول الولايات المتحدة، فحرم هادي من الحصول على تأشيرة للمنافسة في بطولة أرنولد كلاسيك 2018. أعرب هادي شوبان عن استيائه ووصف الفعل بأنه عنصري. إلا أنه في العام التالي حُلَّت مشاكل دخوله إلى أمريكا فشارك تباعًا في أولمبيا 2019، و2020، و2021، وأخيرًا نال لقبها في 2022. تعليقًا على فوز هادي شوبان في لاس فيغاس 2022، رأى أكبر خزاعي، وهو أحد الحكام المحترفين في الاتحاد الدولي لكمال الأجسام للمحترفين (IFBB PRO) الذين يحكمون في العديد من مسابقات مستر أولمبيا لكمال الأجسام في بلدان مختلفة، أن فوز رياضي إيراني بالمرتبة الأولى في الولايات المتحدة الأميركية دلالة على أن العنصريّة والجنسية والاختلافات بين الحكومات لا تؤثر على حقوق الرياضيين ومكانتهم في مسابقات مستر أولمبيا والاتحاد الدولي لكمال الأجسام للمحترفين (IFBB PRO)، مضيفًا أن التحكيم في هذه المسابقات يتميّز بالإنصاف والعدالة.

## الإنجازات

### مرحلة الهواة
- بين 2003 و 2011 (15 ميدالية ذهبية (محافظتا فارس، وطهران)).
- 2008 - Babol National Tournament - المركز الثالث.
- 2008 - Saari National Tournament - المركز الثاني.
- 2009 - Saari National Tournament - المركز الثاني.
- 2009 - Rasht National Tournament - المركز الثاني.
- 2010 - Saari National Tournament - المركز الأول.
- 2011 - Mashhad National Tournament - المركز الأول.

### مرحلة الاحتراف
- 2012 - بطولة العالم بكمال الأجسام في اتحاد (WBPF) - المركز الثاني.
- 2013 - بطولة آسيا بكمال الأجسام في اتحاد (WBPF) - المركز الأول / بطل الأبطال (كافة الفئات).
- 2013 - بطولة العالم بكمال الأجسام في اتحاد (WBPF) - المركز الأول.
- 2014 - بطولة العالم بكمال الأجسام في اتحاد (WBPF) - المركز الأول.
- 2015 - بطولة العالم بكمال الأجسام في اتحاد (WBPF) - المركز الأول.
- 2017 - مستر أولمبيا للهواة - المركز الأول / بطل الأبطال (كافة الفئات).
- 2017 - IFBB Sheru Classic Pro - المركز الثالث.
- 2017 - IFBB Asia Grand Prix - المركز الثالث.
- 2017 - IFBB San Marino Pro - المركز الثالث.
- 2018 - IFBB Dubai Expo - المركز الثالث.
- 2018 - IFBB Portugal Pro - المركز الأول.
- 2018 - IFBB Asia Grand Prix - المركز الأول.
- 2019 - IFBB Vancouver Pro - المركز الأول.
- 2019 - مستر أولمبيا - المركز الثالث.
- 2020 - مستر أولمبيا - المركز الرابع.
- 2021 - مستر أولمبيا - المركز الثالث.
- 2022 - مستر أولمبيا - المركز الأول.
- 2023 - مستر أولمبيا - المركز الثاني.[5]

## وصلات خارجية
- Official website
- Hadi Choopan في قاعدة بيانات الأفلام على الإنترنت
- Hadi Choopan's page on إنستغرام
- Hadi Choopan on فيسبوك
- Hadi Choopan's biography (champexnews.com)
- Hadi Choopan on Evogen Nutrition
- Olympia Organization Working to Bring Hadi Choopan to United States (fitnessvolt.com – 1)
- Olympia Organization Working to Bring Hadi Choopan to United States (fitnessvolt.com – 2)
- مصاحبه با بزرگان پرورش اندام دنیا و هادی چوپان (aparat.com)
- گفتگوی اختصاصیِ تسنیم با هادی چوپان، قهرمان پرورش اندام جهان (clip.ir)
- Hadi Choopan listed for Men’s Open Bodybuilding at the Vancouver Pro 2019 (generationiron.com)
- Watch Hadi Choopan Movies & TV-Series Online (vipmovies.to)
- هادی چوپان در مِستر المپیا (dideo.com)
- گفتگو با هادی چوپان یک شب قبلِ مسابقات (dideo.com)
- هادی چوپان سکوت را شکست/ مرا کنار گذاشتند چون به جوانان داروی تقلبی نفروختم! (rokna.net)